# Brđani (Crnogorci)
Brđani je do konca 19. st., a kasnije sve rjeđe, naziv za dio kasnijih Crnogoraca koji su de iure ili de facto bili najduže pod Osmanskim Carstvom. 
Pod Brđanima su se podrazumijevali: Bjelopavlići, Piperi, Rovčani, Moračani, Kuči, Bratonožići, Vasojevići. U ranijem periodu (1817.g.) Pješivci su bili brđansko, a ne crnogorsko pleme a Moračani, Rovčani i Vasojevići ranije nisu bili brđanska nego hercegovačka plemena.

### Porijeklo naziva
Naziv Brđani se ustalio tijekom 18. st. i označavao je područja s onim crnogorskim (brdskim ili brđanskim) plemenima koja se do tada nisu uspjela ujediniti sa slobodnom i nezavisnom Crnom Gorom. 
Vladar i mitropolit Vasilije Petrović Njegoš u svojoj Istoriji Crne Gore 1754. piše kako je rijeka Morača granica između Crne Gore i Brda.
Crnogorska Brda su se rasprostirala na teritoriju između rijeka Tare i Lima na sjeveru i Zete i Morače na jugu, odnosno, prostora između planina Zagarač, Prokletije, Mokre planine i Lukavice.

### Ujedinjenje Brđana s Crnogorcima
Nakon Bitke na Krusima 1796. slobodnoj crnogorskoj državi priključuju najprije Piperi i Bjelopavlići. 
Prije te bitke, Sveti Petar Cetinjski je uputio poslanicu turskom veziru u Skadru, koja osvjetljava nastojanja za ujedinjenje Brđana s drugim Crnogorcima (citat kao u izvorniku):
- "Što mi pišeš da Brđanima pomoć ne dajem i da ih ne puštim u Cernu Goru, to mi nemoj govoriti, što mi zakon i moja duša ne da učiniti. Brđani su moja braća kao i Crnogorci..."[4]

U tom se periodu formira Praviteljstvo suda crnogorskog i brdskog.
Državni poglavar Danilo I. Petrović se 1850-ih potpisivao kao Knjaz i Gospodar slobodne Crne Gore i Brda.
Njegov akt u rangu ustava, usvojen 23. travnja 1855. na Cetinju imao je naziv Zakonik Danila I, kneza i gospodara slobodne Crne Gore i Brda'.
Do 1878. sva će se brđanska plemena u potpunosti integrirati unutar Kneževine Crne Gore.

### Zanimljivost
Dio Poslanice Brđanima Sv. Petra Cetinjskog iz 1800. godine (citat u originalu):
- "Znate kako sam vama i svijema Crnogorcima vazda i na svako mjesto govorio, moleći svakoga i zaklinjajući da u mir i slogu međusobom živite. I koliko sam truda i muke od početka do sada pretrpio, to samo jedini Bog znade; i sve radeći za obšte dobro i slobodu bez nikakve hile i lukavstva, nako s pravijem i čistijem srcem, želeći viđeti vas i ostalu moju braću ot neprijateljskog jarma i zuluma oslobođene. Nijesam iskao moje sobstvene koristi i tečenja (materijalne koristi - prim.a), nego sam ostavio crkve i manastire i sve crkovne i manastirske i domaće poslove. Zaboravio sam i moju dušu i moje zdravlje, a prijenuo za vas i za drugu braću Crnogorce, da ne izgubite, nego da uzdržite svoje poštenje i slavu i da utvrdite vašu predragu voljnost i slobodu, koji vi je Bog darova mimo svakoga naroda u svijet, da vi tuđin ne gospodari i ne zapovijeda i da nije gospodar od vašijeh života i đece i ot vašega imuća i domovah..."[4]